# Cadereyta Jiménez
Cadereyta Jiménez är en ort i Mexiko.   Den ligger i kommunen Cadereyta Jiménez och delstaten Nuevo León, i den centrala delen av landet, 700 km norr om huvudstaden Mexico City. Cadereyta Jiménez ligger 330 meter över havet och antalet invånare är 105 000.
Terrängen runt Cadereyta Jiménez är platt, och sluttar brant österut. Runt Cadereyta Jiménez är det ganska tätbefolkat, med 83 invånare per kvadratkilometer. Cadereyta Jiménez är det största samhället i trakten. Trakten runt Cadereyta Jiménez består i huvudsak av gräsmarker.